# Каролькув-Швароцький
Каролькув-Швароцький (пол. Karolków Szwarocki) — село в Польщі, у гміні Рибно Сохачевського повіту Мазовецького воєводства.
Населення — 126 осіб (2011).
У 1975-1998 роках село належало до Скерневицького воєводства.

## Демографія
Демографічна структура станом на 31 березня 2011 року:
|          | Загалом | Допрацездатний вік | Працездатний вік | Постпрацездатний вік |
| -------- | ------- | ------------------ | ---------------- | -------------------- |
| Чоловіки | 62      | 15                 | 43               | 4                    |
| Жінки    | 64      | 17                 | 34               | 13                   |
| Разом    | 126     | 32                 | 77               | 17                   |